# Lønstrup
Lønstrup (d. Løthenstorp) - niewielka duńska miejscowość położona na Nørrejyske Ø (szczyt Półwyspu Jutlandzkiego) nad Morzem Północnym (gmina Hjørring, region Jutlandia Północna, d. okręg Nordjyllands Amt).
Miasteczko liczy poniżej 600 stałych mieszkańców, jednak w sezonie turystycznym liczba przebywającym w nim osób sięga 10 tysięcy (głównie turyści z Niemiec i krajów nordyckich). Oprócz turystyki Lønstrup utrzymuje się z połowów ryb.
Transport: autobusy do oddalonego 13 km Hjørring; stamtąd dalsze połączenia.

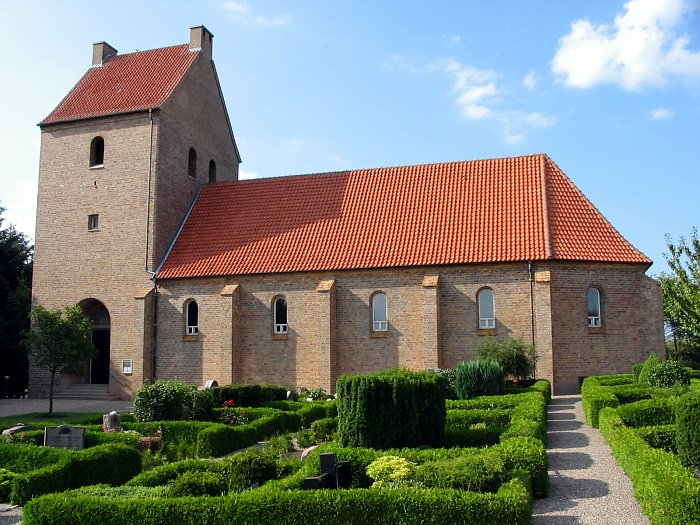
Lønstrup Kirke

## Historia

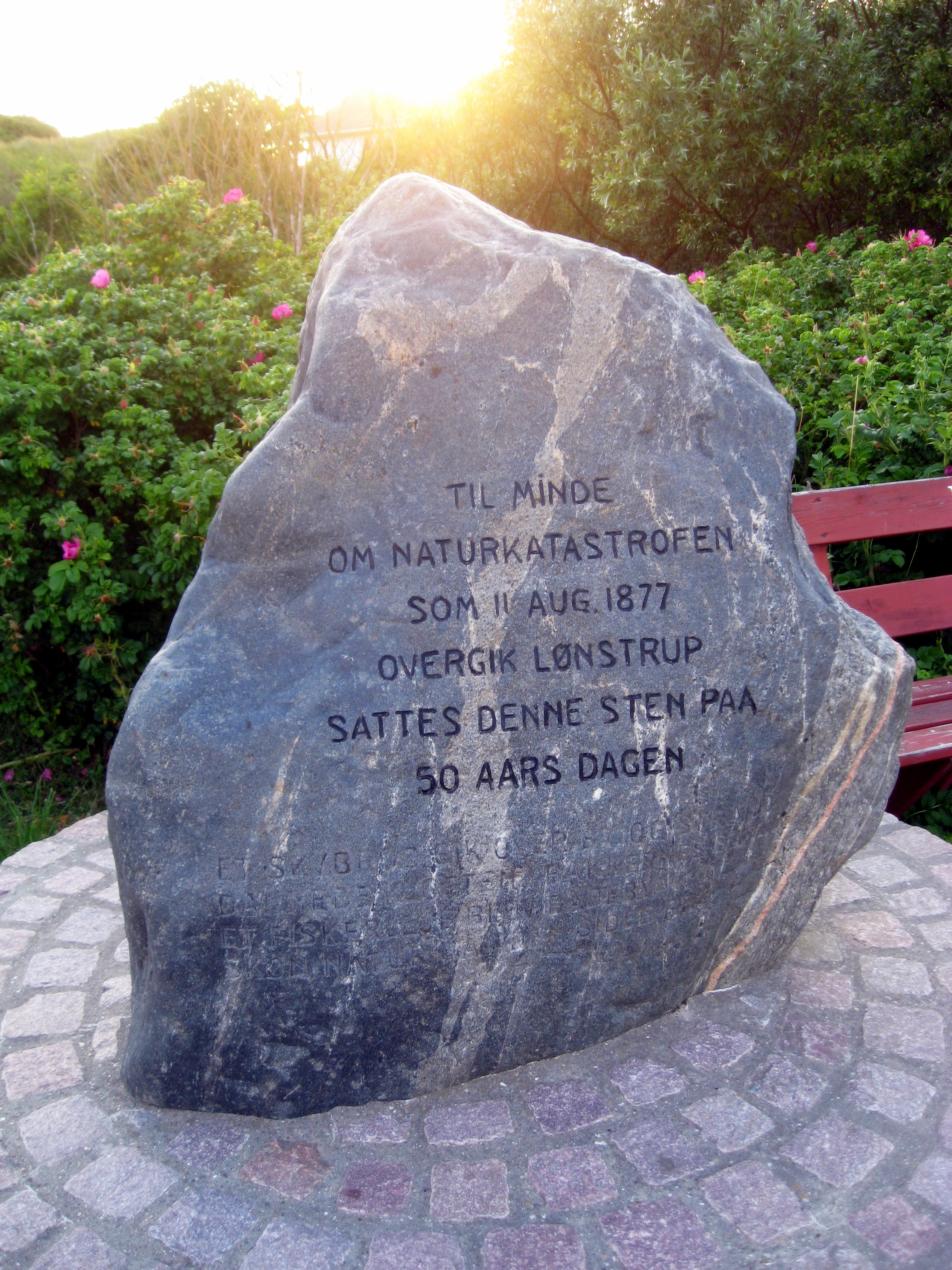
Kamień upamiętniający katastrofę

Pierwsze wzmianki o miejscowości pochodzą z XIV w. W XV i XIV znajdowały się tu duże majątki ziemskie.
Najważniejszym wydarzeniem w historii Lønstrup była katastrofa z 11 sierpnia 1877 roku. Woda wdarła się wówczas do miasta zmywając do morza domy i tak olbrzymie masy ziemi, że przy brzegu utworzyła się i utrzymywała przez jakiś czas wyspa.
Paradoksalnie, był to początek świetności miasta jako miejscowości wypoczynkowej; za sprawą dziennikarzy Lønstrup zainteresowali się turyści i artyści (do najbardziej znanych należą Schøtz Jensen i Christian Mølsted).

## Atrakcje turystyczne i zabytki
- powoli zasypywana przez wydmę latarnia morska Rubjerg Knude
- młyn Vennebjerg, odrestaurowany i udostępniony do zwiedzania; służy również jako wieża widokowa
- zbudowana w 1852 stacja ratunkowa (dla łodzi) - uratowała już ponad 1000 rybaków przed utonięciem
- kościół
- wydmowe plaże z klifami
- wiele restauracji, sklepów, galerii, hoteli
- Do 2008 stał tu kościółek Mårup, zbudowany w 1374 roku ok. 2 km od skraju klifu. Z powodu podmywania skarpy przez morze, kościół szybko zbliżał się do przepaści. Kościółek otoczony był starym cmentarzem z pomnikiem upamiętniającym marynarzy statku Crescent, który zatonął 5 grudnia 1808 roku u brzegów Lønstrup. Sceneria Mårup wraz z cmentarzem była wykorzystana w kilku filmach. W 2008 roku kościół zdemontowano, aby ocalić go przed upadkiem do morza.

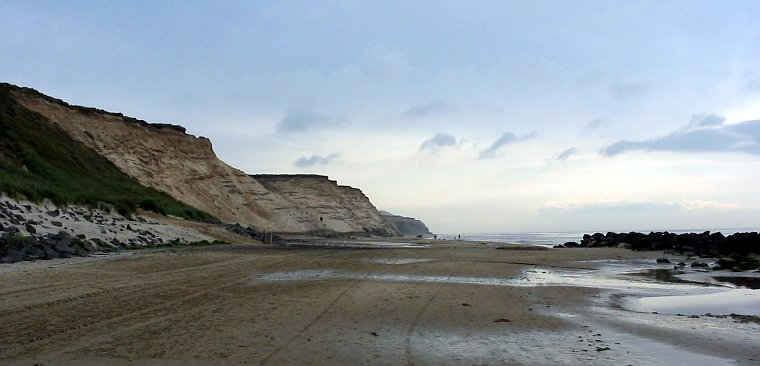
Plaża Lønstrup
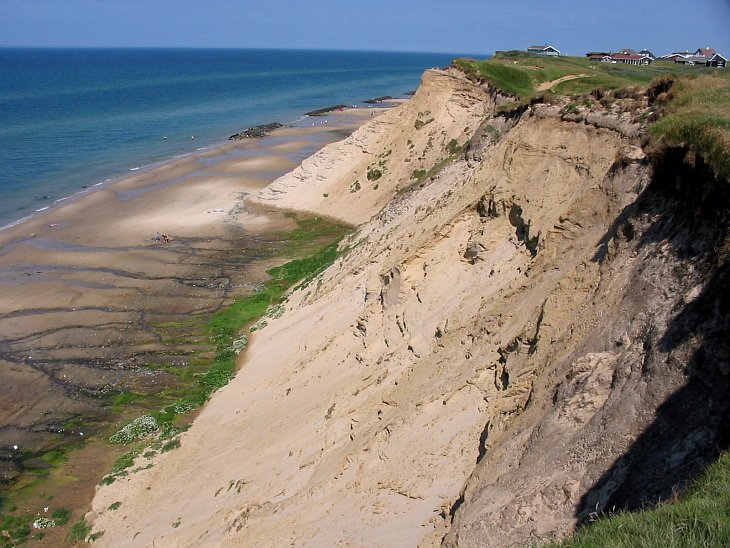
Klif przy Rubjerg Knude